# Mordellistena nigrobimaculata
Mordellistena nigrobimaculata es una especie de coleóptero de la familia Mordellidae.

## Distribución geográfica
Habita en Argelia.